# Сукарно
Сукарно (на индонезийски: Soekarno или Sukarno; роден Кусно Сосродихарджо, на индонезийски: Koesno Sosrodihardjo) е де факто първият президент (1945 – 1967) на Индонезия. Той помага на страната за извоюването на независимостта ѝ от Нидерландия и е президент в преходния период към независимостта. Свален е от власт от Сухарто (един от генералите му), който официално започва да се титулува президент през март 1967 г.
Сукарно е един от водачите на индонезийската борба за независимост от Нидерландия. Той е сред водачите на индонезийското националистическо движение по време на колониалния период на страната и прекарва над десетилетие в холандски плен, преди да бъде освободен от японските сили, които окупират Индонезия през Втората световна война. Той и съратниците му помагат на японците във войната, които в замяна улесняват разпространението на индонезийските националистически идеи. След капитулацията на Япония, Сукарно и Мохамад Хата обявяват независимостта на Индонезия на 17 август 1945 г. Сукарно е назначен за президент, а Хата – за вицепрезидент. Той води индонезийците в съпротивата им срещу опитите на холандците да си възвърнат колонията до 1949 г., когато Нидерландия официално признава индонезийския суверенитет.
След хаотичен период на парламентарна демокрация, през 1959 г. Сукарно установява диктатура, която той нарича „Направлявана демокрация“. Така той слага край на нестабилността и бунтовете, застрашаващи оцеляването на разнообразната държава. През 1960-те години Сукарно поема ляв политически курс, предоставяйки подкрепа и защита на Комунистическата партия на Индонезия, което води до силно недоволство у военните и ислямистите. Освен това той предприема поредица агресивни външни политики под претекста антиимпериализма с помощ от Съветския съюз и Китай. Провалът на преврата от 30 септември 1965 г., предвождан от „Движението на 30 септември“, довежда до разпускането на комунистическата партия и екзекутирането на членовете ѝ, при което загиват между половин и един милион души. През 1967 г. е заменен от Сухарто и остава под домашен арест до смъртта си през 1970 г.

## Ранен живот и образование
Сукарно е роден на 6 юни 1901 г. в Сурабая, по това време в границите на Нидерландска Индия. Той е единствено дете на бедния явански учител Раден Сукеми Сосродихарджо и балийската му съпруга Ида Нжоман Раи. Роден под името Кусно, той се преименува на Сукарно с надеждата, че ще му донесе по-светло бъдеще, след като изкарва поредица от боледувания. В детството си Сукарно прекарва голяма част от времето си с баба си и дядо си в село Тулунгагунг, където се докосва с анимализма и мистиката на спокойния селски живот на Ява. Там той развива дълготрайна всеотдайност към уаянг – куклен театър със сенки, основаващ се на индуистките епоси и осъществяван от кукловод. Когато е на 15-годишна възраст, Сукарно е изпратен да учи в Сурабая, където живее при Чокроаминото – индонезийски националист и религиозна фигура. Чокроаминото се отнася с него като с приемен син и му става протеже, финансира по-нататъшното му обучение и накрая го жени на 20-годишна възраст за собствената си 16-годишна дъщеря, Сити Утари.
Като ученик, Сукарно се справя отлично най-вече с езиците. Той владее свободно, явански, сундски, балийски и съвременен индонезийски. Той научава и арабски, който, тъй като е мюсюлманин, научава чрез четене на Корана. Освен това владее и холандски (езика на обучението си), немски, френски, английски, а по-късно и японски. В дома на Чокроаминото той се среща с бъдещи политически лидери, обхващащи бързо разширяващия се национален политически спектър – от феодални принцове до избягали комунистически конспиратори. Еклектичният синкретизъм на домакинството на Чокроаминото определено оставя отпечатък в ума и личността на Сукарно. Той по-късно се отнася към процеса на съставяне на нацията като към героичен театър, в който сблъсъкът на непримирими хора и идеи може да бъде хармонизиран чрез чиста поетическа магия – неговата собствена.
Надарен с командващо присъствие, сияйна личност, красноречив глас, ярък стил, фотографска памет и върховна самоувереност, Сукарно се отправя по пътя на успеха. През 1927 г. в Бандунг, където завършва висшето си образование по строително инженерство, той намира своето истинско призвание в ораторството и политиката.
През 1923 г. Сукарно се развежда със Сити и се жени за Ингит Гарнисих, ала през 1943 г. той отново се развежда, за да се ожени за Фатмауати, от която има пет деца.

## Индонезийска независимост
Заради противопоставянето си срещу холандския колониализъм, Сукарно прекарва две години в холандски затвор (1929 – 1931) в Бандунг, както и над осем години в изгнание (1933 – 1942) на островите Флорес и Суматра. Когато Японската империя нахлува в Нидерландска Индия през 1942 г., той ги приветства като лични и национални освободители. През Втората световна война японците назначават Сукарно за техен главен съветник и пропагандист и го натоварват със задачата да вербува войници, работници и проститутки. От своя страна, Сукарно натиска японците да признаят независимостта на Индонезия. На 1 юни 1945 г. той изнася една от най-известните си най-приветстваните си речи. В нея той определя Петта принципа (национализъм, интернационализъм, демокрация, социален просперитет и вяра в Господ), които и до ден днешен представляват неприкосновена държавна доктрина. Когато капитулацията на Япония става неизбежна, Сукарно започва да се двоуми. След като е отвлечен, заплашен и убеден от активисти, той обявява независимостта на Индонезия на 17 август 1945 г. Като президент на новата република, той ръководи успешна съпротива срещу холандците, които след две безплодни полицейски акции за завземане на властта официално признават и прехвърлят суверенитета на страната на 27 декември 1949 г.
От революционната си столица Йогякарта, Сукарно се завръща триумфално в настоящата столица Джакарта на 28 декември 1949 г. Там той установява себе си и свитата си в разкошния дворец на холандските генерал-губернатори. Той продължава да ръководи страната спокойно. Неговите все по-многобройни и откровени критици твърдят, че Сукарно не вдъхновява съгласувани програми за национална организация и администрация, рехабилитация и развитие, каквито са съвсем очевидно необходими. Вместо това, той провежда множество официални и неофициални срещи, приеми, банкети и т.н. Индонезийските политици все повече побесняват, когато Сукарно се заема с хитри маневри, които правят стабилизирането невъзможно. Индонезийската икономика е осакатена, докато Сукарно насърчава най-смелите разточителства. Все пак, нацията постига впечатляващи приходи в здравеопазването, образованието и културното самосъзнание. Всъщност, така е постигнато онова, което самият Сукарно най-радостно търси и счита за „национална идентичност“. Това постижение, обаче, излиза безбожно скъпо.
След в края на 1956 г. мечтае да погребе феодалните политически партии в страната и така да постигне национален консенсус и просперитет, Сукарно се отървава от парламентарната демокрация и унищожава свободното предприемачество. Той поема по курса на „направлявана демокрация“ и „направлявана икономика“, които на практика предвещават диктатура.
Политическите и личните ексцесии на Сукарно, по-късно олицетворени от неговата неомарксистка идеология и добилия печална слава кабинет от 100 корумпирани и цинични министри, предизвикат непрекъснато състояние на национална криза в страната. След 1957 г. опитите за покушение срещу Сукарно стават обичайна картинка. На Суматра и Сулавеси избухват бунтове през 1958 г. Инфлацията увеличава разходите за живот хилядократно. Въпреки това, през 1960 г. получава Ленинска награда за мир от съветското правителство. През 1963 г. Сукарно няколко пъти грубо отказва финансова помощ от страна на САЩ и скъсва взаимоотношенията си с тях. След като получава военна помощ от Съветския съюз, той се противопоставя и на него.
На 20 януари 1965 г. Индонезия официално се оттегля от ООН, която подкрепя независимостта на Малайзия, докато Сукарно се е заклел да я „смаже“, описвайки я като „империалистически заговор за обкръжаване“. Все пак, към 1965 г. Сукарно все още получава почти истеричната подкрепа на индонезийския народ, който скандира слоганите му и го приветства като „велик лидер на революцията“, „президент до живот“ (неговото официално звание) и оракул и боец на „нововъзникващите сили“, влезли в насилствен конфликт с неоколониализма, капитализма и империализма на „обречените“ Западни сили.

## Преврат от 1965 г. и смърт
Нацията е шокирана и изкарана от транса си след държавен преврат на 30 септември 1965 г. Клика от военни конспиратори, наричаща себе си „Движение на 30 септември“, отвлича и убива шест генерала от армията, превзема няколко ключови точки в столицата и обявява нов революционен режим. По радиото е обявено, че мерките са предприети, за да се защити Сукарно от похищение, готвено от генерали, повлияни от ЦРУ.
На следващата сутрин генерал Сухарто поема контрола над армията и бързо обръща хода на преврата. Той като цяло смята, че Kомунистическата партия на Индонезия (която в известна степен е поддържана и защитавана Сукарно) стои зад опита за преврат. От друга страна, комунистите смятат, че заговорът е изцяло военно дело. В последвалата борба за власт между Сухарто и Сукарно хиляди комунисти са избити от военните. Оценките за убитите по време на чистката варират от 80 хил. до 1 млн. души. Докато страната е потънала в ужас, младите активисти започват да изискват свалянето на Сукарно от политическата власт, както и пълната преорганизация на държавата. На 11 март 1966 г. Сукарно е притиснат да делегира широки правомощия на Сухарто, който през март 1967 г. влиза в длъжност като президент на страната, а Сукарно тъне в позор.
Сукарно умира на 21 юни 1970 г., на 69-годишна възраст, от хронична бъбречна болест с множество усложнения. Сухарто нарежда погребението да е бързо и тихо. Въпреки това, поне 500 хил. души, сред които по-голямата част от висшето общество на Джакарта, отдават последно почит. На следващия ден 200 хил. души се събират близо до Сурабаяа за официалната церемония по погребването на Сукарно в обикновен гроб, намиращ се до този на майка му. Култът към и идеологията на Сукарно са забранени до края на 1970-те години, когато правителството започва реабилитация на името му.